# Dele Olojede
Dele Olojede, född 1961 i Modakeke, Nigeria, är en nigeriansk journalist. Han är före detta redaktör på tidningen Newsday och var den förste afrikanska journalist att få utmärkelsen Pulitzer Prize.